# Eurydice (van Argos)
Eurydike (Oudgrieks: Εὐρυδίκη) of Eurydice (Latijn) was de moeder van Danaë en de vrouw van Akrisios, koning van Argos. Eurydike zou volgens de Griekse mythologie de dochter zijn van Lacedaemon en Sparta, stichters van de stad Sparta.